# 말 없는 사나이
《조용한 사나이》(영어: The Quiet Man)는 1952년 개봉한 코미디 드라마 영화다. 존 포드가 감독했으며, 존 웨인, 모린 오하라, 베리 피츠제럴드 등이 출연했다. 포드는 이 영화로 아카데미 감독상을 받았다. 국내에서는 1955년 《아일랜드의 연풍(戀風)》이라는 제목으로 개봉했으며 80년대에는 두어차례 동일한 제목으로 국내 TV 방영을 했다.

## 줄거리
1920년대, 아일랜드계 미국인 은퇴 복서 숀 손튼은 고향인 이니스프리로 돌아와 가족 농장을 사들인다. 그곳에서 그는 불같은 성격의 붉은 머리 아가씨 메리 케이트 다나허와 사랑에 빠진다. 하지만 메리의 오빠이자 거친 성격의 지주인 윌 다나허 역시 농장을 원했고, 숀이 농장을 사자 메리의 결혼을 반대하며 숀에게 복수한다.
마을 사람들은 윌이 메리를 집에서 내보내면 부유한 미망인 틸레인이 그와 결혼할 거라고 속여서 숀과 메리의 결혼을 성사시킨다. 하지만 곧 속았다는 걸 알게 된 윌은 메리의 지참금을 주지 않는다. 숀은 아일랜드 전통에 무지하여 지참금에 무관심하지만, 메리에게 지참금은 자신의 가치와 자유를 증명하는 것이기에 꼭 받아야 한다고 주장한다. 이 때문에 숀과 메리는 갈등을 겪는다. 마을 사람들의 설득으로 윌은 메리의 가구는 돌려주지만, 지참금은 주지 않는다.
메리는 숀이 윌과 싸우지 않는 것을 보고 그를 겁쟁이라고 여기고, 숀은 과거 권투 경기 중 상대방을 죽게 한 사고 때문에 싸움을 피하게 되었다는 사실을 고백한다. 메리 역시 신부님에게 자신의 이기심을 고백하고 둘은 화해한다. 그러나 다음 날 메리는 숀이 행동하길 바라며 더블린행 기차에 오른다. 숀은 메리가 기차를 타려는 것을 알고 달려가 그녀를 기차에서 내리게 한다. 마을 사람들의 시선 속에서 숀은 메리를 강제로 윌의 농장까지 데려가 지참금을 요구한다. 윌이 거부하자 숀은 아일랜드 전통을 내세우며 "지참금이 없으면 결혼도 없다"라고 선언한다. 
결국 윌은 350파운드의 지참금을 내놓지만, 숀은 그 돈을 바로 난로에 태워버린다. 굴욕감을 느낀 윌이 숀에게 주먹을 날리자, 숀은 방어적으로 대응한다. 이후 두 남자는 퀸즈베리 규칙을 따르기로 한 뒤 마을을 가로지르는 긴 주먹다툼을 벌인다. 싸움은 술집으로 이어지고 서로를 존중하게 된 두 사람은 술값을 놓고 다투다 다시 싸움을 벌이고, 결국 숀이 윌을 KO 시킨다. 싸움이 끝난 후, 술에 취한 두 사내는 팔짱을 끼고 숀과 메리의 집으로 돌아온다.
다음 날, 윌은 미망인 틸레인과 새로운 사랑을 시작하고, 숀과 메리는 다시 행복한 일상을 보낸다.

## 출연

### 주연
- 존 웨인
- 모린 오하라
- 베리 피츠제럴드

### 조연
- 워드 본드
- 빅터 매클래글렌
- 밀드레드 너튁
- 프란시스 포드
- 에일린 크라운
- 메이 크레이그
- 아서 쉴즈
- 찰스 B. 피츠시몬스
- 숀 맥클로리
- 잭 맥고런
- 조셉 오디아

## 기타
- 미술: 프랭크 호털링
- 의상: 애들 팰머